# حسن فرید آلنار
حسن فرید آلنار (به ترکی استانبولی: Hasan Ferid Alnar) (زاده ۱۱ مارس ۱۹۰۶ - مرگ ۳۰ ژوئیه ۱۹۷۸) آهنگساز موسیقی کلاسیک ترکیه‌ای بود.
او یکی از اعضای گروه پنج ترکیه‌ای در نیمه نخست سده بیستم بود. آلنار به دلیل تلاش‌هایش برای هماهنگی عناصر موسیقی سنتی عثمانی و تکنیک‌های موسیقی کلاسیک شناخته می‌شود. مشهورترین آثار او شامل کنسرتو برای قانون و ارکستر سازهای زهی و کنسرت ویولنسل است.
آلنار از سال ۱۹۴۶ تا ۱۹۵۲ رهبر ارکستر سمفونیک ریاست جمهوری و از سال ۱۹۵۵ تا ۱۹۶۰ مدیر کل موسیقی خانه اپرای آنکارا در مرکز تئاترهای ایالتی بود. پس از بازنشستگی در ستا ۱۹۶۱، آلنار به وین رفت و در آنجا زندگی کرد و کنسرت‌های خود را در شهرهای اروپای مرکزی برگزار کرد. در سال او ۱۹۶۴ به آنکارا بازگشت و تا زمان مرگش در سال ۱۹۷۸، هارمونی و دانش ارکستر درس داد.

## زندگی
آلنار در سال ۱۹۰۶ در استانبول به دنیا آمد. پدر وی مدیر کل پست بود. او فرزند اول خانواده بود و برادرش شش سال از او کوچکتر بود.